# William Alexander Wilkens
William Alexander Wilkens (* 1851; † 4. Mai 1911) war ein deutscher Unternehmer und Werber.
Wilkens war Sohn eines angesehenen Hamburger Weinhändlers und ging nach Abschluss der Schule bei einem Kaufmannskontor in die Lehre. Danach arbeitete er redaktionell für den Hamburgischen Correspondent und verantwortete den Anzeigenbereich des Blattes.
Am 23. September 1876 gründet Wilkens im Alter von 25 Jahren das „Central-Annoncen-Bureau William Wilkens“ zur Anzeigenschaltung und Gestaltung. Mit der Möglichkeit der Buchung von Media, Gestaltung, Texten und Anzeigen verfolgte man damals schon einen Full-Service Ansatz. Die Agentur arbeitete unter anderem ab 1907 für die Marke Nivea Crème der Beiersdorf AG. Nachdem Wilkens im Alter von 59 Jahren an einer Lungenentzündung gestorben war, übernahm 1911 sein ältester Sohn William Henry Wilkens die Firma. Nach dem Zweiten Weltkrieg erfolgte 1945 die Neugründung, bei der Wilkens Sohn Harry Mitgesellschafter des Unternehmens wurde. In dritter Generation verkaufte William Harry Wilkens Anteile der Agentur an N. W. Ayer & Son im November 1985.
Das Unternehmen True North Communications, das im Januar 1995 als Holding der Foote, Cone & Belding (FCB) gegründet wurde und zu Teilen zur Publicis Groupe gehörte, übernahm 1997 das Wilkens International European Network. Die True North Communications wurde im Juni 2001 von der Interpublic Group of Companies übernommen, zu der die Agentur auch heute noch gehört. Mit der Fusion von FCB und Draft zur Draftfcb Group im Jahr 2006 verschwand nach 130 Jahren der Name Wilkens aus dem Agenturnamen. Die Agentur besteht bis heute und firmiert nach einer weiteren Umfirmierungen seit März 2014 unter dem Namen FCB. Damit ist FCB Deutschlands älteste Werbeagentur.
Wilkens wurde 2004 als herausragende Persönlichkeit der Werbegeschichte in die Hall of Fame der deutschen Werbung aufgenommen.